# 姜成山
姜 成山（カン・ソンサン、1931年3月3日 - 2000年6月25日）は、朝鮮民主主義人民共和国（北朝鮮）の政治家。第4代・第7代政務院総理（首相）を務めた。

## 経歴
北朝鮮を建国した金日成の母方の親戚(母親が金日成の実母、康盤石の姉、つまり、母方のいとこの関係）であり、父が金日成の側近姜渭連であったこともあって、早くからエリート・コースを歩む。万景台革命学院や金日成総合大学で学び、チェコ工科大学やモスクワ大学にも留学した。大学卒業後、1955年に朝鮮労働党中央委員会組織指導部の指導員となって以来、党務および国政の要職を歴任していく。
1973年に党政治委員会委員候補（政治局員候補）となる。1977年12月15日、李鐘玉内閣発足により、政務院副総理に任命される。その後、鉄道部長（閣僚）の兼務などを経て、1980年10月14日の第6回党大会で党政治局員に昇格。さらに1982年8月31日、政務院第一副総理に任命された。
1984年1月27日、政務院総理に就任。当時の北朝鮮は社会主義政策が行き詰まり、経済状況の悪化は深刻なものであった。姜成山は総理に就任すると、西側諸国との積極的な交流を主張し、経済再建に取り組んだ。総理に就任した1984年、外国企業の誘致などを目指し、当時としては画期的な合営法（合弁法）を制定するなど、経済の部分的開放を追求した。しかし、この改革は必ずしも成功したとはみなされず、1986年12月29日に総理を退任。その際に党中央委員会書記局書記に任命されたが、1987年3月に党書記を解任されて咸鏡北道党委員会責任書記兼人民委員会委員長（道知事）に転出した。1990年5月、中央人民委員会委員を兼務。1991年末には管轄下の咸鏡北道羅津・先鋒地区が自由経済貿易地帯に指定されるなど、姜成山は地方にあって経済開放の先導役としての役割を果たした。咸鏡北道での実績が金日成に高く評価された姜成山は、1992年12月11日、政務院総理に復帰した。
「改革的な経済官僚」として金日成の信任を受け、政務にあたっていた姜成山であったが、金正日時代になると、表立った政務を行うことはなくなり、党内序列も降下していった。金日成が死去する前は首相として重要行事で基調演説などを行ったが、金日成の死後は重要演説を行うことはほとんどなくなった。党内序列は、1994年7月8日に金日成が死去した直後は序列第3位（1995年2月27日に呉振宇が死去した後は第2位）であったが、1995年10月10日に開催された朝鮮労働党創建50周年の記念行事では序列第5位に下降した。以後、1996年7月8日に開催された「金日成主席死去2周年中央追慕大会」などの重要行事を欠席するようになった。姜の動静報道は1996年1月1日以降途絶え、1997年2月には洪成南が総理代理となり、姜は事実上失脚したものと見られた。しかし、同年4月25日の朝鮮人民軍創建65周年閲兵式に姜は序列第8位として出席し、1年4か月ぶりに公式の場に姿を現した。さらに同年7月8日に開催された「金日成主席死去3周年中央追慕大会」に序列第6位として出席した。その後、姜成山は政務院総理の地位を保ったものの、総理代理となった洪成南が事実上政務院を取り仕切った。
1998年7月26日に実施された最高人民会議第10期代議員選挙で姜成山は代議員に選出されず、引退が確実となった。同年9月5日の最高人民会議第10期第1回会議で憲法が改正されて政務院が内閣に改組されると、正式に政務院総理を退く。その後も党政治局員の地位を保ったが、政治に影響を与えることはなかった。
1997年に死去したとの報道もあったが、韓国側は当時、同氏の死亡を確認していなかった。2021年9月の朝鮮中央通信の報道で、姜成山が2000年6月25日に死去していたことが分かった。遺体は新美里愛国烈士陵に埋葬されている。

## 人物・人柄
労働党と政府の要職のほとんどを歴任した経済通で、革新的な考えの持ち主であった。はっきりとものを言う剛直な人柄で、1991年から1992年にかけて北朝鮮に飢餓が発生したときには、金日成に惨憺たる農村の実態を直訴し、咸鏡北道での行政の経験にもとづく実情を金日成に説明したうえで早く手をうつべきことを進言している。